# Petroica rodinogaster
La petroica encarnada (Petroica rodinogaster) es una especie de ave paseriforme de la familia Petroicidae que se distribuye por los bosques templados y subtropicales de Tasmania y del sureste de Australia.
Tiene descritas dos subespecies:
- P. r. rodinogaster (Drapiez, 1819) - Tasmania e islas del estrecho de Bass.
- P. r. inexpectata Mathews, 1912 - Sureste de Australia: sureste de Nueva Gales del Sur y sur de Victoria.